# Parafia Wniebowzięcia Najświętszej Maryi Panny w Kalinowie
Parafia Wniebowzięcia Najświętszej Maryi Panny w Kalinowie – rzymskokatolicka parafia leżąca w dekanacie Ełk – Miłosierdzia Bożego należącym do diecezji ełckiej. Erygowana w 1962. Mieści się przy ulicy Mazurskiej.